# 本田徹
本田 徹（ほんだ とおる、1947年 - ）は、日本の医師（内科）。

## 経歴
1947年、愛知県生まれ。1973年、北海道大学医学部卒業、同大学病院小児科で研修。1977年、青年海外協力隊のボランティアとしてチュニジアに赴く。1979年、長野県佐久市佐久総合病院内科勤務、若月俊一のもとで農村医学を学ぶ。1988年、カンボジアでのRINEプロジェクト開始に派遣される。
1995年1月から阪神・淡路大震災医療活動に参加。1996年、堀切中央病院院長。2019年2月から福島県広野町高野病院の常勤医についた。
東京都山谷での医療活動を30年以上行なっている。その模様はNHK『プロフェッショナル』で放送されて話題となった。座右の銘は「草木国土悉皆成仏」。
2001年大山健康財団健康激励賞、2007年若月賞、2012年毎日社会福祉顕彰を受賞した。